# Курбакинский сельсовет
Курба́кинский сельсове́т — упразднённая административно-территориальная единица, существовавшая в составе Железногорского района Курской области до 1973 года.
Административным центром была деревня Курбакино.

## История
Образован в первые годы советской власти в составе Веретенинской волости Дмитровского уезда Орловской губернии. В 1923—1928 годах в составе Долбенкинской волости. С 1928 года в составе Михайловского (ныне Железногорского) района. 
12 февраля 1929 года из Курбакинского сельсовета в новообразованный Остаповский сельсовет были переданы посёлки Бугры, Еременок, Лунинский, Сухие Лозы, деревни Остапово, Солдаты, совхоз Солдатский. В начале 1930-х годов к Курбакинскому сельсовету был присоединён Лужковский сельсовет. 
7 ноября 1957 года на территории Курбакинского сельсовета, на поле между деревней Толчёное и посёлком Медовый, была начата разработка Михайловского железорудного месторождения. 
По состоянию на 1 января 1962 года на территории Курбакинского сельсовета было 550 хозяйств с населением 2156 человек.
В 1966 году Курбакинский сельсовет вошёл в подчинение Железногорскому горсовету.
По состоянию на 1 января 1973 года на территории Курбакинского сельсовета было 357 хозяйств с населением 1064 человека.
Упразднён 30 марта 1973 года в связи с отводом земель для карьера Михайловского ГОКа. Жители населённых пунктов сельсовета были переселены в Железногорск. Некоторые населённые пункты были переданы в соседние сельсоветы.

## Населённые пункты

### 1926 год
| №  | Населённый пункт | Тип населённого пункта    |
| -- | ---------------- | ------------------------- |
| 1  | Курбакино        | деревня, администр. центр |
| 2  | Берложан         | лесная сторожка           |
| 3  | Бородино         | посёлок                   |
| 4  | Бугры            | посёлок                   |
| 5  | Еременок         | посёлок                   |
| 6  | Калиновский      | посёлок                   |
| 7  | Лунинский        | посёлок                   |
| 8  | Медовый          | посёлок                   |
| 9  | Остапово         | деревня                   |
| 10 | Плотовец         | посёлок                   |
| 11 | Солдаты          | деревня                   |
| 12 | Солдаты          | совхоз                    |
| 13 | Сухие Лозы       | посёлок                   |
| 14 | Толчёное         | деревня                   |

### 1955 год
| № | Населённый пункт | Тип населённого пункта |
| - | ---------------- | ---------------------- |
| 1 | Курбакино        | деревня, адм. центр    |
| 2 | Горки            | посёлок                |
| 3 | Кутырки          | посёлок                |
| 4 | Лужки            | село                   |
| 5 | Медовый          | посёлок                |
| 6 | Нижегорки        | посёлок                |
| 7 | Панино           | деревня                |
| 8 | Толчёное         | деревня                |
| 9 | Яблоновский      | посёлок                |

## Колхозы
В ходе коллективизации, в 1929—1931 годах, на территории Курбакинского сельсовета были созданы колхозы: 
- имени Чапаева (д. Курбакино);
- имени Карла Маркса (с. Лужки, д. Панино);
- «Новый Быт» (д. Панино, п. Яблоновский);
- «Победа» (с. Лужки);
- «Герой Труда», имени Молотова и «Советский Путь» (д. Толчёное);
- «Октябрь» (п. Медовый);
- «Ясная Поляна» (п. Михайловский);
- «Красная Заря».

В начале 1950-х годов произошло укрупнение колхозов. По состоянию на 1955 год на территории сельсовета действовали 2 колхоза: 
- имени Карла Маркса (центр в с. Лужки);
- имени Молотова (центр в д. Толчёное).

## Председатели сельсовета
Список неполный:
- Карченков (1928—1930)
- Семякин (1936—1940)
- Сомкин (1940—1941)
- Шурукин Исай Фёдорович (1945—1947)
- Венедиктов Иван Дмитриевич (1947—1952)
- Обыденников Иван Тихонович (1952—1956)
- Венедиктов Иван Дмитриевич (1956—1959, повторно)
- Шурукин Свирид Пантелеевич (1959—1961)
- Казюхин Александр Владимирович (1961—1973)